# Szidnon
A szidnon mezoionos heteroaromás vegyület. Nevét Sydney városáról kapta.
A mezoionos vegyület azt jelenti, hogy az aromás gyűrűnek van pozitív és negatív töltése is, és mindkettő delokalizált, vagyis két vagy több atomhoz tartozik (bár a pozitív töltés a gyűrűhöz van rendelve).
A mezoionos vegyületeknek gyakorlatilag nincs töltésük, de a szerkezetük nem írható le töltés nélküli formában.
A szidnon egyúttal hidrazinszármazék is.
Iminszármazéka több gyógyszer szerkezetének része.

## Felfedezése
A szidnont először az Earl & Mackney állította elő 1935-ben a  N-nitrozo-N-fenilglicinnek ecetsav-anhidriddel történő dehidratálásával.

## Kémiai szerkezete
A kémiai szerkezet nem írható le egyetlen formulával. A használt szerkezeti képlet megpróbálja összegezni a vegyület sokféle alakját, melyek közül alább kettőt tüntetünk fel.

## Fordítás
- Ez a szócikk részben vagy egészben  a   Sydnone című angol Wikipédia-szócikk fordításán alapul.  Az eredeti cikk szerkesztőit annak laptörténete sorolja fel. Ez a jelzés csupán a megfogalmazás eredetét és a szerzői jogokat jelzi, nem szolgál a cikkben szereplő információk forrásmegjelöléseként.